# Derrame de petróleo de El Palito de 2020
El derrame de petróleo de El Palito fue un derrame petrolero ocurrido en la refinería El Palito, en Puerto Cabello, Venezuela en julio de 2020.

## Derrame
Se estimó que el derrame es de 25 mil barriles de petróleo hacia el golfo Triste por desperfectos del enfriador de los sistemas de intercambiadores de calor que utilizan agua de mar para bajar la presión. En un intento de duplicar la producción de 20 mil a 40 mil bpd en las unidades de craqueo catalítico de 61 500 bpd y la torre de destilación de 87 500 bpd, se desarrollaron «fugas múltiples». La refinería llevaba varias semanas sin poder producir gasolina. Expertos sostienen que es la décima paralización de la refinería en tres meses. El derrame alcanzó la costa oriental del estado Falcón y el Parque nacional Morrocoy.

## Incidentes posteriores
En febrero de 2021 ocurrió otro derrame.
A finales de diciembre de 2023, ocurrió otro derrame petrolero en las costas del Estado Carabobo, afectando playa de Puerto Cabello.Dias posteriores el Sindicato Nacional de Trabajadores de la Prensa (SNTP) denunció que funcionarios de la Dirección General de Contrainteligencia Militar (Dgcim) han prohibido el reporte del incidente.